# Żółw hiszpański
Żółw hiszpański (Mauremys leprosa) – gatunek żółwia z rodziny batagurowatych (Geoemydidae). Występuje w północnej Afryce, na Półwyspie Iberyjskim i w skrajnie południowej Francji. Gatunek został wydzielony stosunkowo niedawno, wcześniej biolodzy zwykle uważali go za podgatunek żółwia kaspijskiego (Mauremys caspica).

## Morfologia
Wygląd zewnętrzny

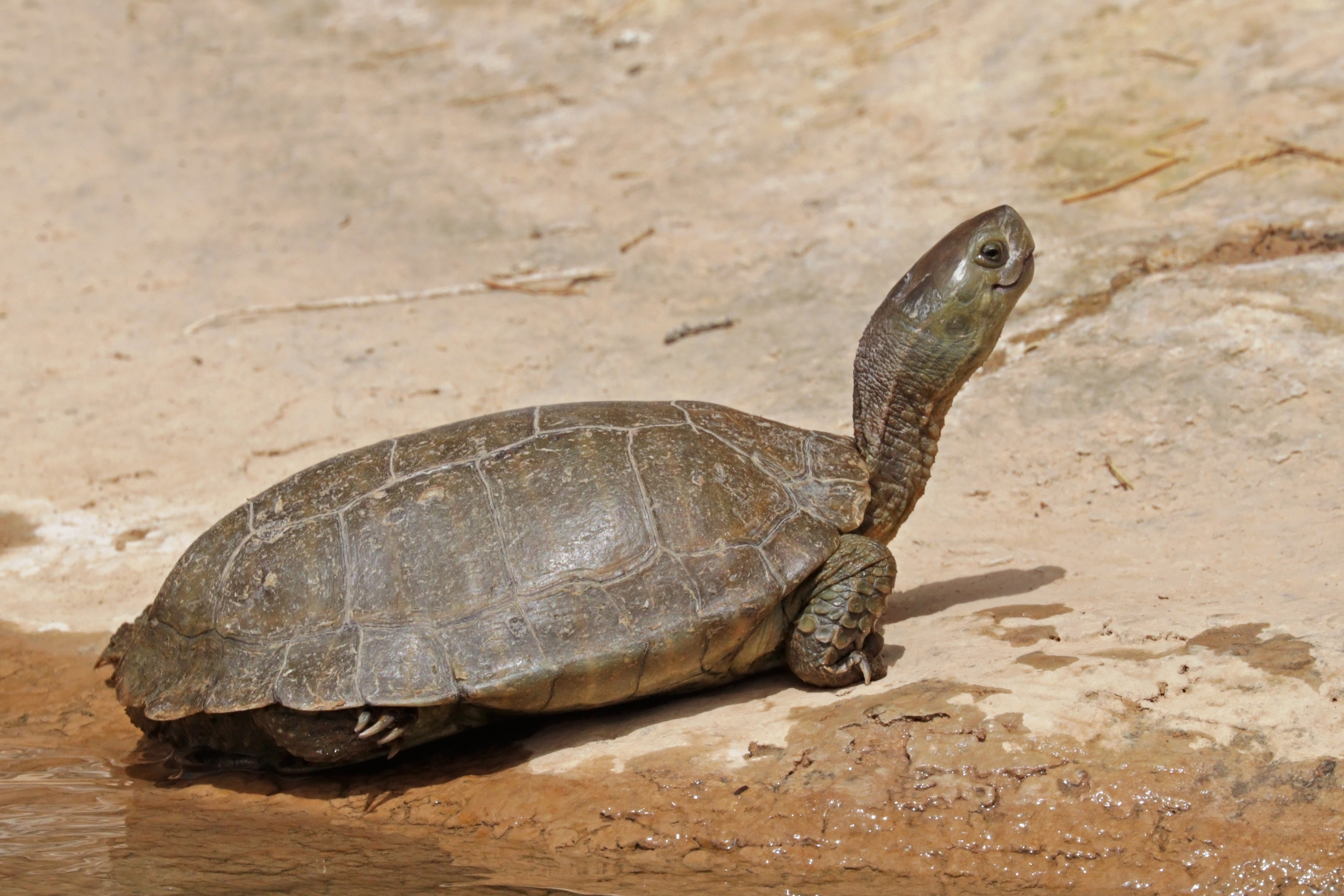
Samica podgatunku M. l. saharica

Gatunek ten jest bardzo podobny do Mauremys caspica. Karapaks żółwia hiszpańskiego ma kolor jasnooliwkowy do brązowego. Na tym tle u młodocianych osobników tego gatunku często występują jasno obrzeżone, pomarańczowe do brązowych plamki, położone w centralnych częściach płytek. Po bokach głowy i szyi widoczne są paski, rozszerzające się w okolicy ucha. Tarczki karapaksu są zazwyczaj mocno wypukłe (rzadko spotyka się okazy o gładkim karapaksie). U Mauremys leprosa źrenica oka jest okrągła, podobnie jak u Mauremys caspica i Mauremys rivulata, lecz u żółwia kaspijskiego jest ona znacznie większa, a tęczówka oka nie jest przepasana poprzecznym, ciemnym prążkiem.
Rozmiary
Długość karapaksu dojrzałych płciowo osobników: u samców zwykle do 21 cm, u samic do 24 cm; rzadko przekracza 25 cm.

## Występowanie
Środowisko
Jest gatunkiem ziemno-wodnym, ciepłolubnym. Zamieszkuje bardzo różne zbiorniki wodne: zarówno niewielkie stawy i jeziora, jak i szybko płynące, duże rzeki; także bagna.
Zasięg występowania
Gatunek ten występuje na Półwyspie Iberyjskim, w skrajnie południowej Francji oraz w Afryce Północnej (od Maroka po zachodnią Libię). Izolowane populacje występują (lub występowały) także w głębi kontynentu afrykańskiego (Mauretania, Niger i Mali); przypuszcza się, że zostały one introdukowane w czasach prehistorycznych. Introdukowany także w innych rejonach Francji, we Włoszech i na Balearach.

## Pożywienie
Gatunek wszystkożerny, zjada owoce, pączki i inne części roślin, a także kijanki, ryby i bezkręgowce.